# Operacja Nisko
Operacja Nisko – hitlerowski projekt założenia żydowskiej kolonii – imitacji niezawisłego państwa, w okolicach podkarpackiego Niska (konkretnie w Zarzeczu), w 1939.

## Historia

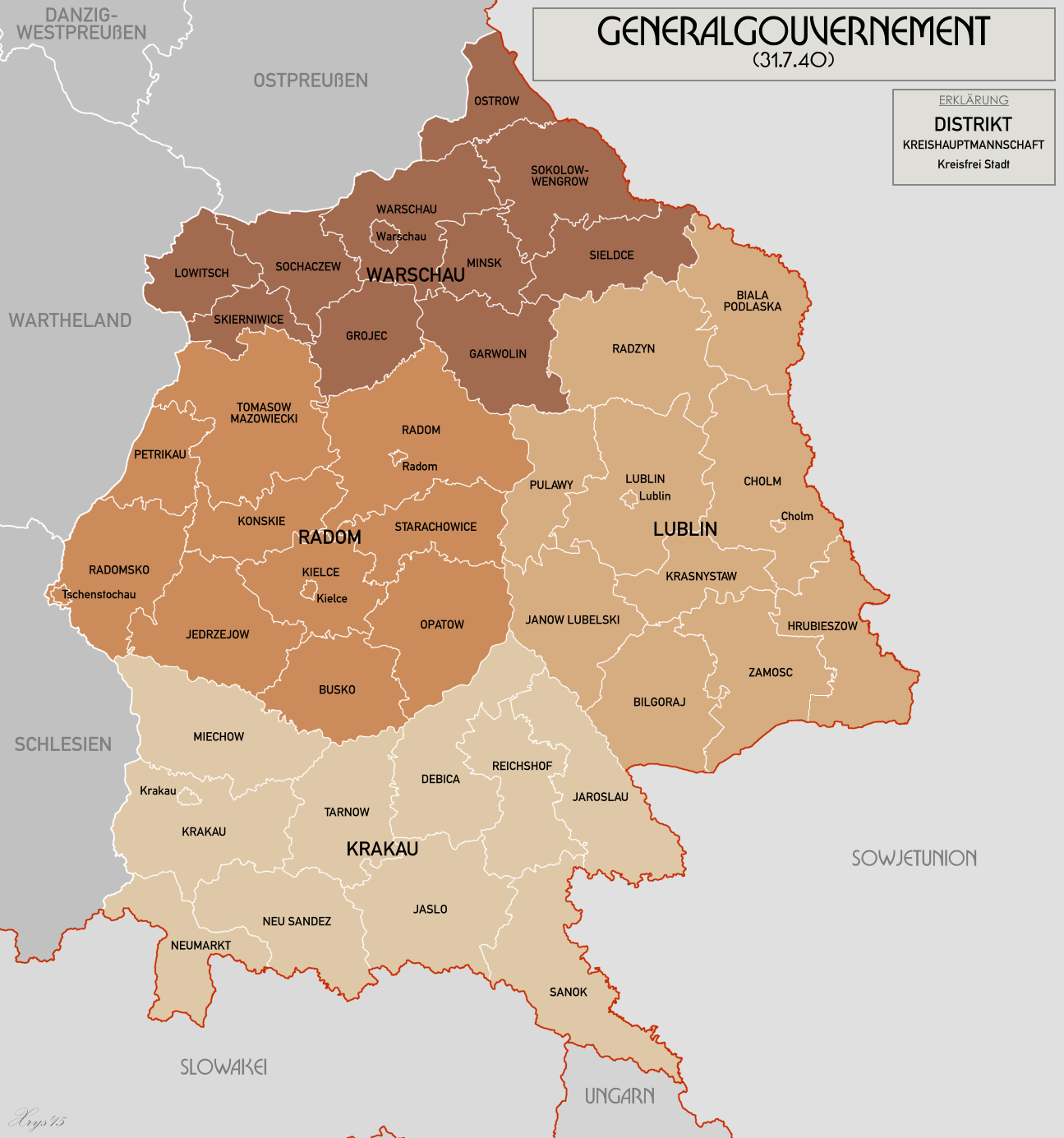
Dystrykt lubelski w ramach Generalnego Gubernatorstwa

Autorem projektu operacja Nisko, powstałego w październiku 1939 roku, tuż po kampanii wrześniowej, był SS-Obersturmführer Adolf Eichmann. Eichmann został mianowany pełnomocnikiem szefa Gestapo, Gruppenführera SS Heinricha Müllera do spraw pozbycia się z terenu III Rzeszy oraz Protektoratu Czech i Moraw obywateli pochodzenia żydowskiego. Plan ten był mutacją idei syjonistycznych, przewidujących zapewnienie Żydom nowej ojczyzny. Do listopada 1941 wielu Żydów wyemigrowało pod przymusem do Palestyny. Później naziści zmienili plany, zrezygnowali ze zmuszania Żydów do emigracji i zdecydowali się na ich fizyczne zniszczenie, uruchamiając proces znany pod eufemistycznym określeniem „ostateczne rozwiązanie kwestii żydowskiej” (Endlösung der Judenfrage).
Projekt Nisko miał mieć charakter eksperymentu polegającego na utworzeniu autonomicznej żydowskiej kolonii, pod nadzorem SS, na bagnistych terenach w pobliżu Sanu, w dystrykcie lubelskim Generalnego Gubernatorstwa. Eichmann miał bezpośrednie poparcie swego przełożonego – Reinharda Heydricha, szefa SD. Wykonanie planu poprzedziły rozmowy Eichmanna z komisarzem Josefem Bürckelem w Wiedniu oraz z Josefem Wagnerem, Gauleiterem Śląska. 9 października 1939 miała miejsce także wizyta Eichmanna w Ostrawie.
Żydzi mieli być przewiezieni koleją na wschód. Najpierw miało przyjechać 2–3 tysiące zdolnych do pracy, młodych żydowskich robotników. Wzięliby oni zaopatrzenie żywnościowe na parę tygodni. Kiedy obóz byłby gotowy, przybyłyby kobiety i dzieci. Żydzi zobligowani byliby do pokrycia z własnej kieszeni kosztów transportu i prefabrykowanych baraków. Każdy pociąg byłby strzeżony przez 25 funkcjonariuszy Schutzpolizei, z poleceniem karania śmiercią uciekinierów. Nie było planów działania na wypadek braku żywności w obozie.
12 października 1939 Eichmann i Brigadeführer SS dr Franz Stahlecker udali się z misją znalezienia odpowiedniego miejsca na założenie obozu. Zdecydowali się na Nisko położone na terenach, które wciąż jeszcze znajdowały się pod kontrolą Armii Czerwonej (która wkroczyła do Polski 17 września 1939, zob. agresja ZSRR na Polskę). Wybrano miejsce na terenie podmokłym, niedaleko rzeki i położone blisko stacji kolejowej.
| miejsce wyjazdu | liczba robotników | data wyjazdu    |
| --------------- | ----------------- | --------------- |
| Ostrawa         | 916               | 17 października |
| Wiedeń          | 875               | 20 października |
| Katowice        | 1029              | 20 października |

Eichmann osobiście witał w Nisku pierwsze transporty Żydów mową (w jidysz), zaczynającą się od słów:

Führer obiecał Żydom nową ojczyznę... Jeśli zbudujecie sobie baraki – będziecie mieli dach nad głową. Nie ma wody. Studnie w całym rejonie są zatrute: panują cholera, dyzenteria, tyfus. Jeśli zaczniecie kopać studnie – będziecie mieli wodę....

Eichmann pozostał parę dni w pobliskim Zarzeczu.
Tymczasem Hitler zmienił zdanie i zarządził masowe wysiedlenia Polaków i Żydów z terenów dołączonych do Rzeszy oraz sprowadzenie na ich miejsce etnicznych Niemców (Volksdeutschów) z całej Europy (zob. Heim ins Reich). Müller poinformował o tym biura emigracyjne w Wiedniu i Ostrawie, ale Eichmann nie chciał odwołać operacji i anulować zamówionych pociągów. Druga fala deportacji z Ostrawy, Katowic i Wiednia ruszyła 26 października. Jako że pociągi zostały zarezerwowane dla armii, kolejne fale nie miały już miejsca. Tysiące Żydów pozostało opuszczonych, zdanych na samych siebie, mieszkając w bardzo trudnych warunkach we wzniesionych barakach. Setki Żydów wymaszerowały – pod strażą SS – i zostały zmuszone do wejścia na teren ZSRR. Gdy pogoda się pogorszyła, kilku żydowskich liderów dostało zgodę na wysłanie posłów po pomoc do żydowskiej społeczności w Lublinie. Z powodu chorób i braku żywności wzrastała śmiertelność. Grupa Żydów zdecydowała się na włączenie do pobliskiego obozu pracy. W kwietniu 1940 r. okazało się, że projekt nie zakończył się sukcesem i ci, którzy przetrwali, mogli zabrać swe rzeczy i wrócić, skąd przyjechali. Powróciło tylko 300 osób.
Projekt pokazał nazistom, że można pozbyć się Żydów – obywateli Rzeszy – małym kosztem i w krótkim czasie. W uznaniu „zasług” podczas pracy nad projektem Eichmann został awansowany.